# پیونر (شهرستان بیرسکی، باشقیرستان)
پیونر (انگلیسی: Pioner, Birsky District, Republic of Bashkortostan) یک شهرک در شهرستان بیرسکی باشقیرستان کشور روسیه است.